# WestVerkehr
Die WestVerkehr GmbH ist ein regionales Verkehrsunternehmen im Kreis Heinsberg. Das auch kurz „west“ genannte Unternehmen wurde Ende 2014 gegründet. Es ging aus dem Unternehmen WestEnergie und Verkehr GmbH hervor, dessen Verkehrssparte 2015 in das neue Unternehmen abgespalten wurde. Die WestEnergie und Verkehr war 2008 durch Wechsel der Rechtsform aus der WestEnergie und Verkehr GmbH & Co. KG entstanden. Dieses Unternehmen war seinerseits im August 2002 durch die Fusion der Kreiswerke Heinsberg GmbH (KWH) mit der Erkelenzer Westdeutsche Licht- und Kraftwerke AG (WLK) hervorgegangen. Der Sitz der Gesellschaft ist Geilenkirchen. Das Verwaltungsgebäude sowie ein Kundencenter befinden sich in Geilenkirchen direkt am Bahnhof. Ein weiteres Kundencenter wird dienstleistend durch die KVE Selfkant-Reisen in Erkelenz geführt. Die NEW Kommunalholding GmbH und die Kreiswerke Heinsberg GmbH sind an der Gesellschaft beteiligt.
Die west hält 100 % der Anteile an der West-Gleis GmbH (WGG). Die WGG ist als eingetragene Eisenbahninfrastrukturunternehmen Eigentümer des Zufahrtgleises von der DB-Strecke Rheydt-Dalheim zum Siemens-Bahnprüfcenter Wegberg-Wildenrath. Das Zufahrtgleis ist seit 2016 an die Siemens AG verpachtet.

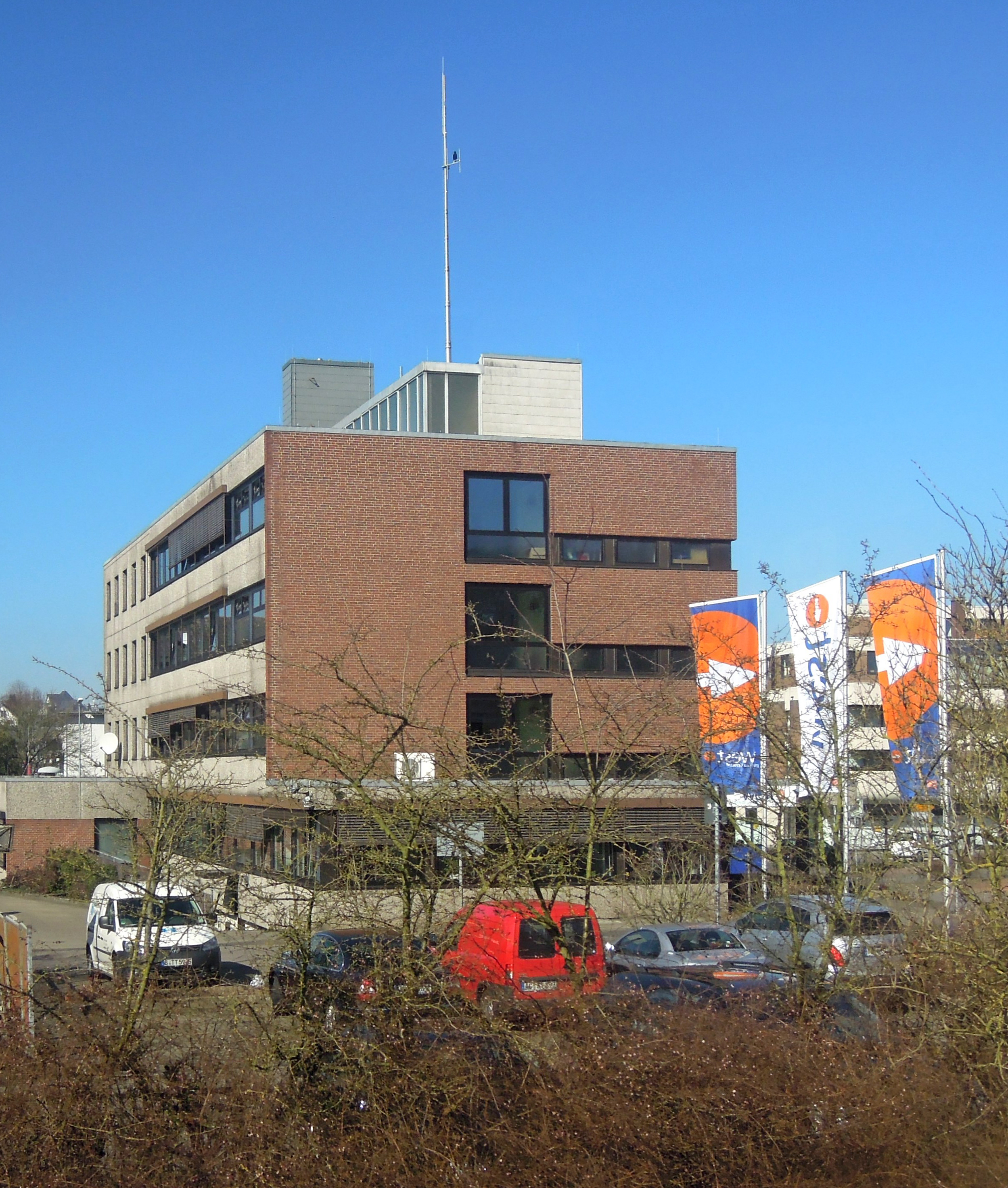
Verwaltungsgebäude am Bahnhof von Geilenkirchen

## Verkehr

### Eisenbahn
Die WestVerkehr GmbH ist Eigentümer der Bahnstrecke Heinsberg–Lindern, welche an die Rurtalbahn GmbH verpachtet ist. Darüber hinaus ist die Infrastrukturunterhaltung der musealen Selfkantbahn-Strecke ist ebenfalls in der Hand der west.

### Personennahverkehr
Als Mitglied im Aachener Verkehrsverbund (AVV) betreibt der Verkehrsbetrieb selbständig den öffentlichen Personennahverkehr im Kreis Heinsberg und versorgt mit rund 130 eigenen und 75 weiteren Bussen von Auftragsunternehmen ein 990 Kilometer großes Liniennetz.
Das Verkehrsangebot umfasst sowohl Schnellbus-, Regionalbus- und Stadtbuslinien sowie einen Rufbus (MultiBus). Die Schnellbuslinien der west bestehen aus einer direkten Verbindung zwischen mehreren Städten und Gemeinden im Kreis Heinsberg. Sie befahren zum Teil Schnellstraßen, um eine schnelle Verbindung zu gewährleisten. Zudem sind die Schnellbuslinien auf die Fahrpläne anderer Verkehrslinien der west sowie den Fahrplänen der im Kreis bzw. durch den Kreis Heinsberg verkehrenden Bahnlinien abgestimmt. Die Regionalbuslinien durchfahren mehrere Städte und Gemeinden im Kreis Heinsberg und verbinden diese sowie die Stadt- und Ortsteile miteinander. Die Stadtbusse verkehren innerhalb eines Stadtgebietes und verbinden einzelne Ortsteile untereinander und diese mit dem Stadtkern. Stadtbuslinien im Kreis Heinsberg gibt es in Erkelenz, Geilenkirchen und Hückelhoven.
Der MultiBus (Rufbus) ist ein mit Kleinbussen eingesetztes bedarfsgesteuertes Verkehrsangebot und wird auf Vorbestellung in ländlichen Bereichen im Kreis Heinsberg mit schwachem Linienangebot bzw. zu Schwachverkehrszeiten eingesetzt.
Die west besitzt außerdem einen historischen Omnibus von Mercedes-Benz O 3500, der gemäß Personenbeförderungsgesetz eine Erlaubnis zum Einsatz im Mietwagenverkehr hat.
Ein saisonales Freizeitangebot der west stellt der Fahrradbus dar. Der Fahrradbus verkehrt jedes Jahr an den Wochenenden ab Beginn der Osterferien bis zum Ende der Herbstferien. Der Fahrradbus ist mit speziellen Fahrradanhängern an den MultiBus gekoppelt. Nach Bedarf und vorheriger Anmeldung bringt der Fahrradbus Ausflugsbiergart zu touristischen Zielen im Kreis Heinsberg, wie z. B. Fahrrad- oder Wanderwege.
Mit dem Fahrplanwechsel zum 1. Januar 2020 übernahm WestVerkehr den Betrieb von elf bisherigen Buslinien des Busverkehr Rheinland (BVR) im Kreis Heinsberg, außerdem kam eine neue Stadtbuslinie in Hückelhoven hinzu.

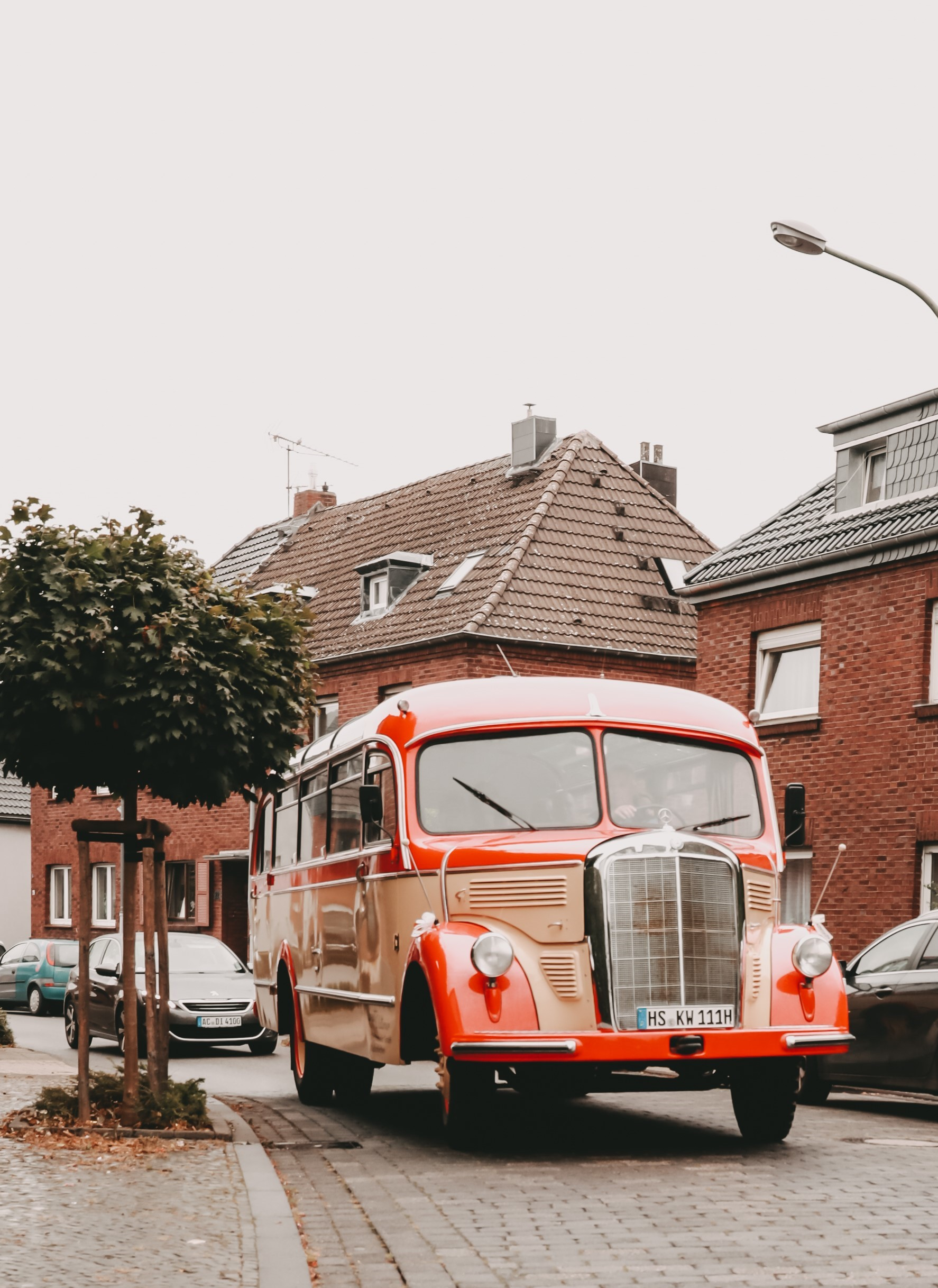
Oldtimerbus der west auf einer Hochzeitsfahrt
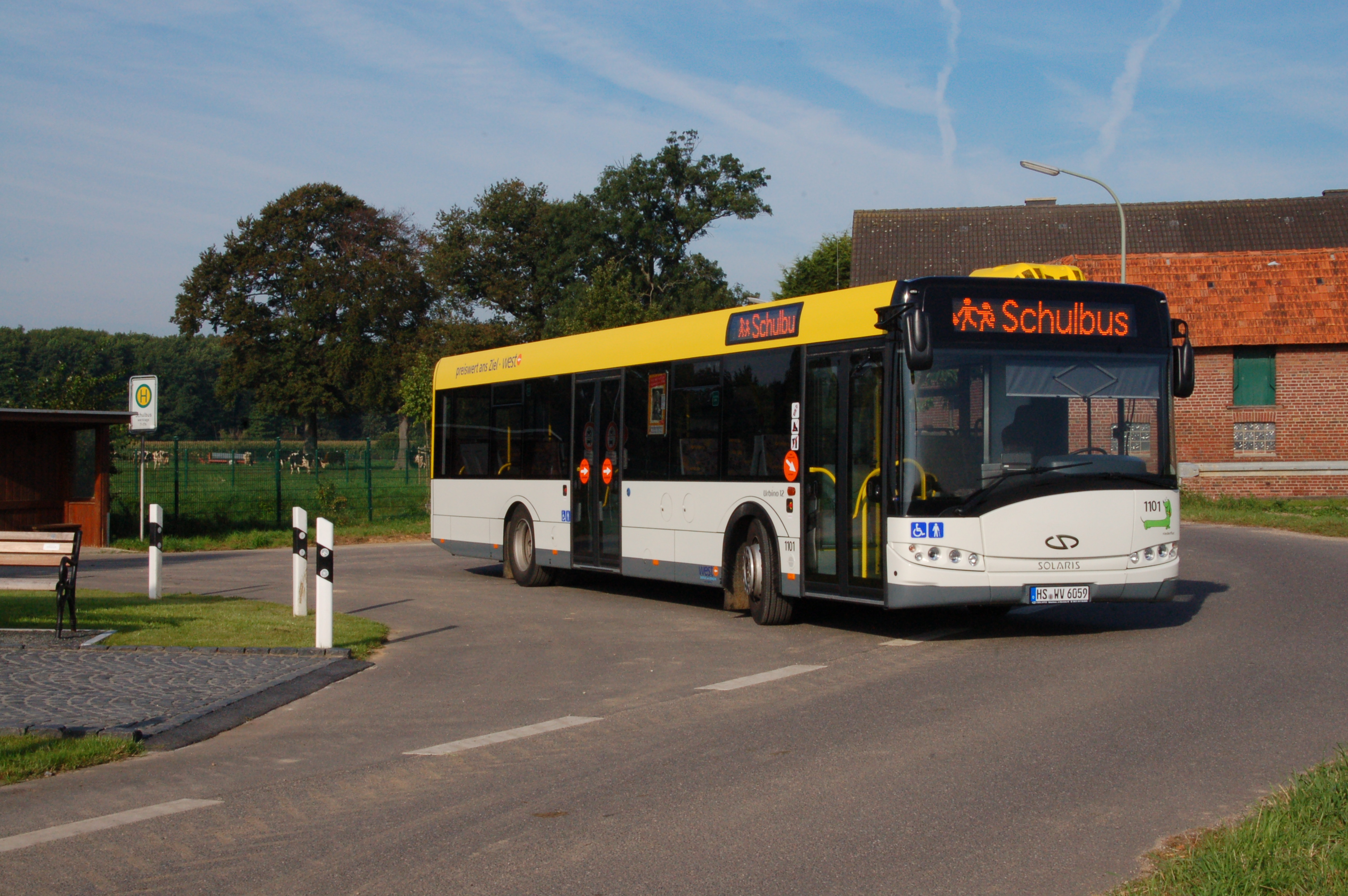
Solaris Urbino III aus 2011
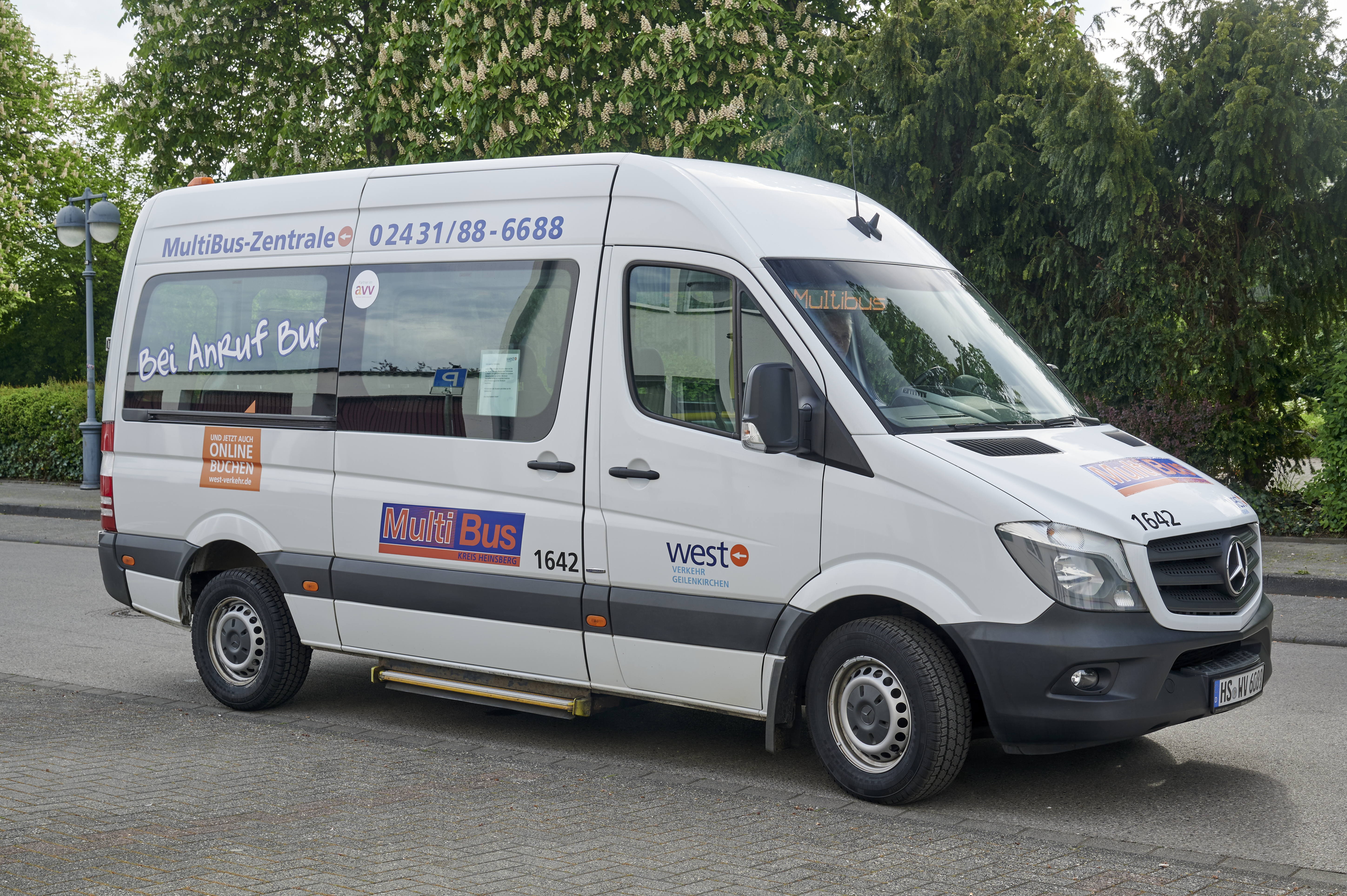
MultiBus der west
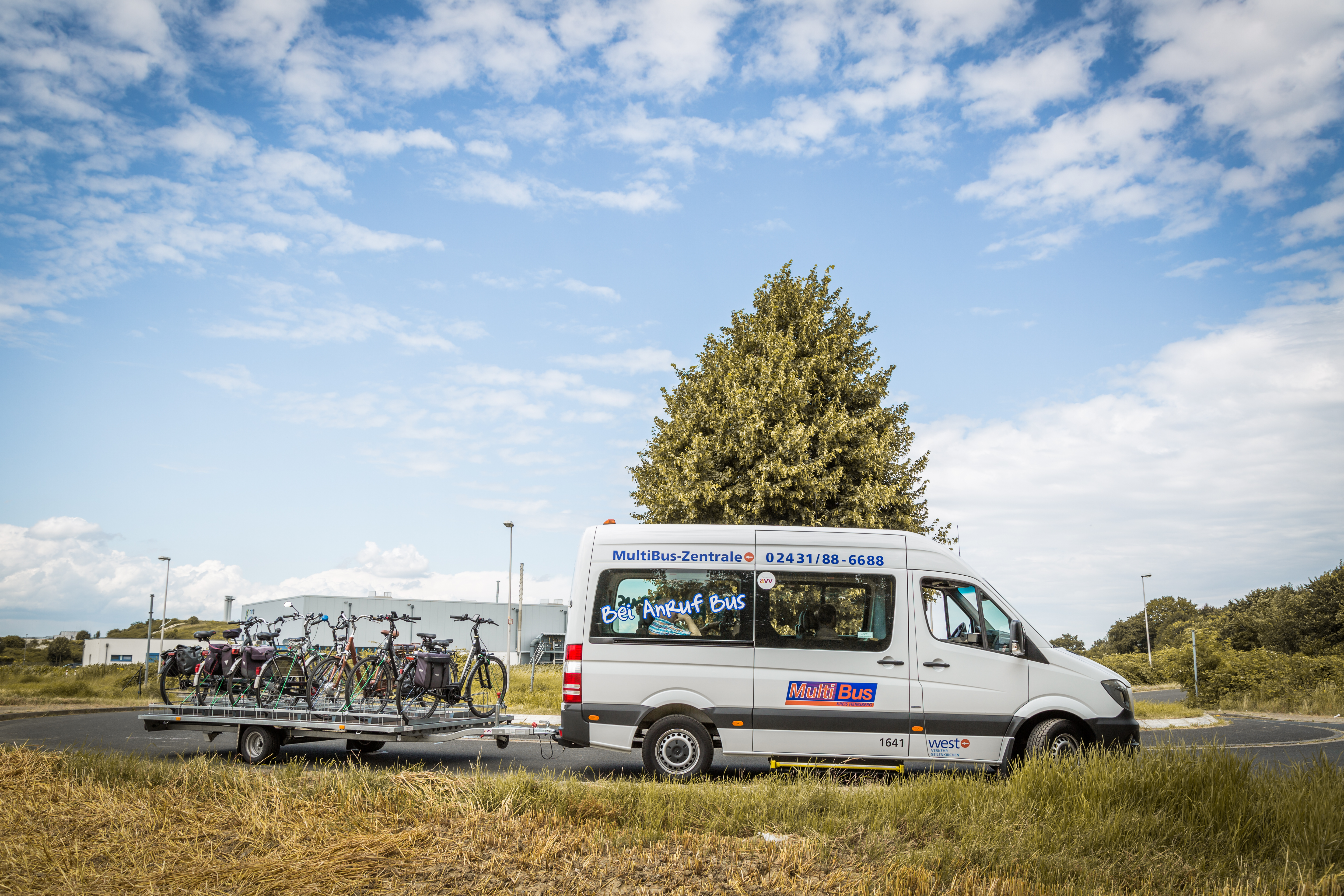
Fahrradbus der west
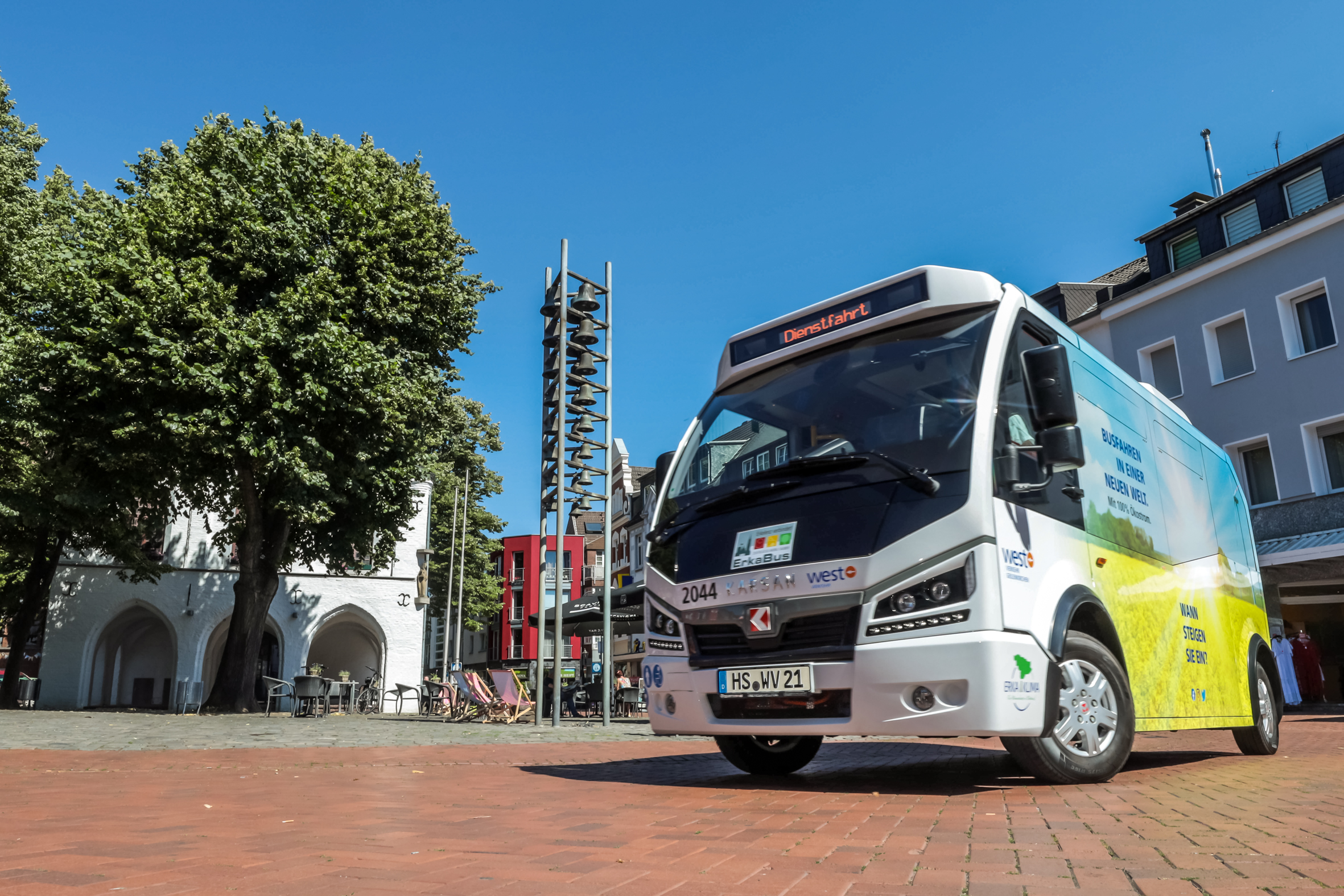
Elektrischer ErkaBus der west. Dieser kommt auf der Linie EK4 in Erkelenz zum Einsatz
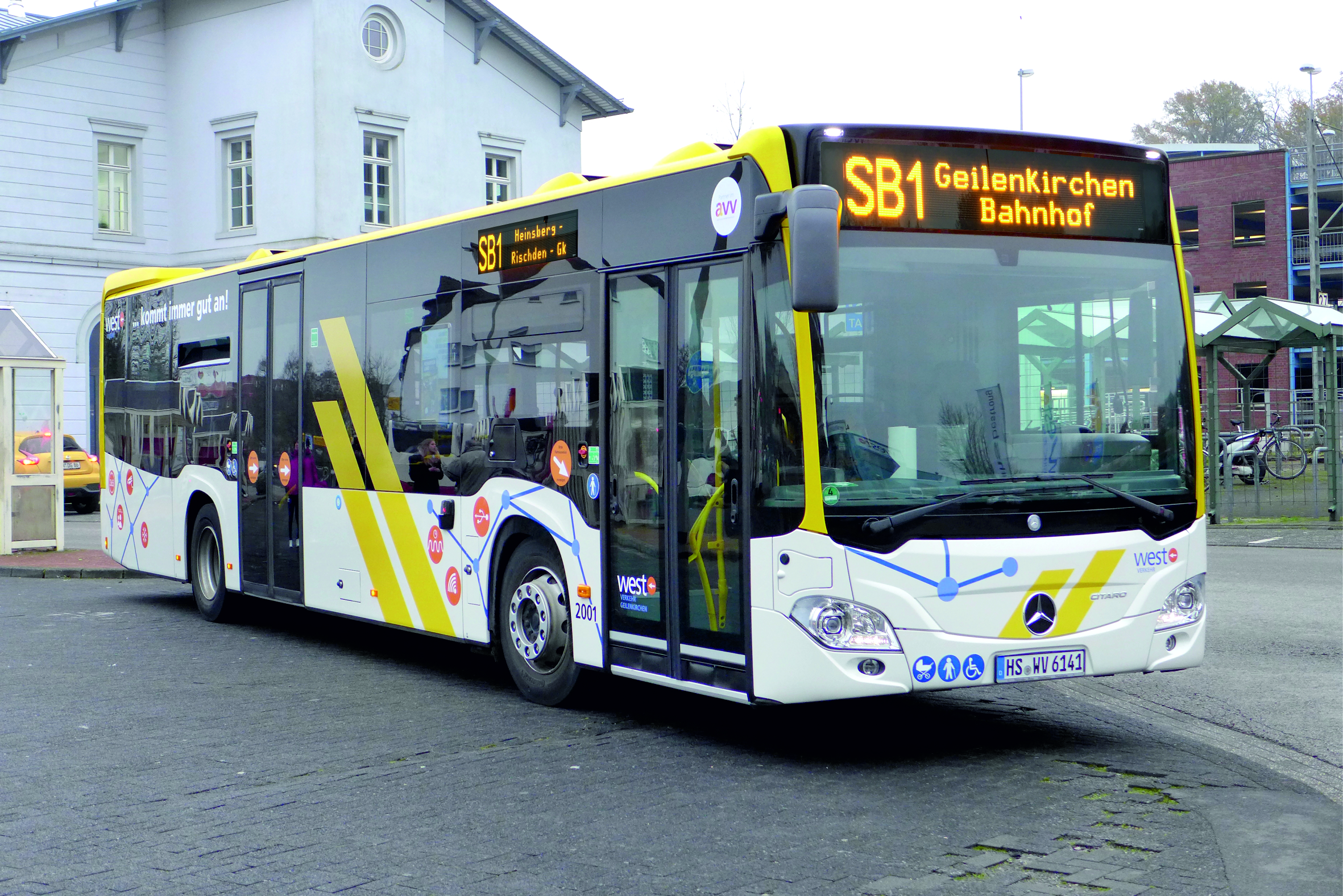
Schnellbus der west ab 2021 mit neuen Design

Der Fuhrpark von west besteht aus Omnibussen der Typen Mercedes-Benz Citaro, MAN Lion’s City und NL 263 / NG 313, Solaris Urbino III und IV sowie VDL Citea LLE. Außerdem hat west noch einen Mercedes-Benz O 408 aus den 1990er Jahren. Darüber hinaus werden verschiedene dieselbetriebene Kleinbusse (Mercedes-Benz Sprinter und Mercedes-Benz/VDL Sprinter MidCity unterschiedlicher Größen) und ein batteriebetriebener Elektro-Kleinbus von Typ Karsan Jest Electric eingesetzt. Der Elektro-Kleinbus wird als ErkaBus auf der Stadtbuslinie EK4 eingesetzt.

## Liniennetz
Folgende Linien (ohne MultiBusbereiche, siehe weiter unten) werden im Kreis Heinsberg von WestVerkehr GmbH (Stand 2020) bedient:
| 401  | Erkelenz Bf – Erkelenz ZOB – Scheidt – Granterath – Hetzerath – Doveren – Hückelhoven – Schaufenberg – Ratheim – (Dremmen Bf –) Oberbruch – Grebben – Heinsberg Kreishaus – Heinsberg Busbf |
| 402  | (Erkelenz ZOB → Erkelenz Süd) / (Erkelenz Bf ← Erkelenz Süd) – Granterath – Baal Kirche – Baal Bf – Doveren – Hückelhoven – Millich – Ratheim – Dremmen Bf – Oberbruch – Grebben – (Heinsberg Kreishaus –) Heinsberg Busbf |
| 403  | Heinsberg AOK – Heinsberg Busbf – Kempen (– Karken) |
| 405  | Erkelenz Bf – (Erkelenz ZOB –) (Grambusch – Schwanenberg – Gerderhahn –) Gerderath – Myhl – Wassenberg – Birgelen – Schloss Elsum – Effeld – Steinkirchen – Ophoven – Kempen – Karken – Heinsberg Busbf (– Heinsberg Agentur für Arbeit) |
| 406  | Erkelenz Bf – Matzerath – Houverath – Golkrath – Kleingladbach – (Ratheim – Millich –) Hückelhoven – Hilfarth – Brachelen – (Lindern Kirche → Lindern Bf → Linnich Markt) / (Linnich Schulzentrum –) Linnich-SIG Combibloc |
| 407  | (Myhl –) Gerderath – Altmyhl – Ratheim – Millich – Hückelhoven (– Hilfarth – Himmerich – Randerath Bf – (Hoven – Kraudorf –) Nirm – Kogenbroich – Müllendorf – Süggerath Mühlenkamp – Geilenkirchen Bf) |
| 410  | (Oberbruch Schulzentrum – Unterbruch –) Heinsberg Busbf – Heinsberg AOK – (Schleiden – Uetterath – Rischden) / (Aphoven – Scheifendahl – Straeten – Waldenrath – Tripsrath – Hochheid) – (Bauchem – Geilenkirchen Schulzentrum – Bauchem –) Geilenkirchen Bf |
| 411  | morgens: Kehrbusch → Isengraben → Flassenberg → Rath-Anhoven Schule → Schönhausen → Felderhof → Bissen bei Beeck → Moorshoven → Holtum → Uevekoven → Wegberg → Beeck Grundschule morgens: Bissen → Busch → Holtmühle → Kipshoven → Gripekoven – Ellinghoven → Beeck Grundschule → Wegberg mittags/nachmittags: Wegberg → Beeck Grundschule → Holtum → Uevekoven → (Bissen →) Busch → Holtmühle → Kipshoven → Gripekoven → Ellinghoven → Moorshoven → Bissen bei Beeck → Felderhof → Schönhausen → Rath-Anhoven Schule → Isengraben → Flassenberg → Kehrbusch |
| 412  | Erkelenz Bf – Erkelenz Gymnasium / Erkelenz Burg – Borschemich (neu) – Kuckum (neu) – Keyenberg (neu) – Rath-Anhoven – Mehlbusch – Kipshoven – Moorshoven – Beeck – Beeckerheide – Gerichhausen – Wegberg Bf – Wegberg Busbf |
| 413  | (Wegberg Schulzentrum –) Wegberg Busbf – Klinkum – Bischofshütte – Petersholz – Arsbeck – Dalheim Bf – Rödgen – Wildenrath – (Wildenrath Gewerbegebiet –) Wassenberg – Orsbeck – Unterbruch – Heinsberg Busbf (← Heinsberg AOK) |
| 418  | Erkelenz Bf – (Erkelenz ZOB –) (Kehrbusch → Isengraben → Flassenberg ← Isengraben ← Kehrbusch –) Grambusch – Schwanenberg – Geneiken – (Wildenrath Gewerbegebiet –) Tüschenbroich – Watern – Wegberg Busbf (– Wegberg Bf – Harbeck – Merbeck – Venn – Tetelrath – Silverbeek – Niederkrüchten) |
| 423  | (Stahe – Niederbusch) / (Kreuzrath – Birgden – Schierwaldenrath – Langbroich) – Birgden Schule oder Breberen Grundschule – (Schümm ←) Kievelberg – Hastenrath – Gangelt – Mindergangelt – Gangelt Bf – Vinteln – Langbroich |
| 430  | Herzogenrath Bf – Ritzerfeld – Merkstein – Boscheln – Übach – Palenberg – Palenberg Bf |
| 431  | Geilenkirchen Bf – Frelenberg – Zweibrüggen – Marienberg – Palenberg Bf – Palenberg – Übach – Boscheln – Baesweiler |
| 432  | Geilenkirchen Bf – Prummern – Immendorf – (Apweiler –) Floverich – Loverich – Puffendorf – Setterich – Baesweiler |
| 433  | Palenberg Bf – Palenberg – Übach – Boscheln – Alsdorf-Annapark |
| 434  | Geilenkirchen Bf – Bauchem – Niederheid – Hatterath – Gillrath – Birgden – Schierwaldenrath Bf – Langbroich – Schümm – Brüxgen – Breberen – Saeffelen – Heilder – Höngen |
| 435  | Geilenkirchen Bf – Bauchem – Gillrath – Stahe – Birgden – Kreuzrath – Gangelt – Süsterseel – Hillensberg – Wehr – Tüddern – Höngen |
| 436  | Heinsberg Busbf – Selsten – (Hontem – (Waldfeucht –) Bocket –) Abzw. Nachbarheid – Breberen – Saeffelen – Heilder – Höngen (→ Stein → Havert → Schalbruch → Isenbruch → Millen → Tüddern) |
| 437  | Geilenkirchen Bf – Bauchem – Niederheid – Hatterath – Gillrath – Stahe – Niederbusch – Gangelt – Hastenrath – Kleinwehrhagen – Großwehrhagen – Höngen |
| 438  | Saeffelen – Kleinwehrhagen – Großwehrhagen – Höngen – Stein – Havert – Millen-Bruch – Isenbruch – Schalbruch |
| 439  | Millen – Tüddern – (Höngen –) Wehr – Hillensberg – Süsterseel - ( ← Gangelt) |
| 472  | Heinsberg Busbf – Schleiden / (Aphoven – Laffeld – Scheifendahl – Erpen) – Straeten – Waldenrath – Birgden (– Schierwaldenrath – Langbroich – Vinteln – Gangelt) |
| 474  | Heinsberg Busbf – (Aphoven – Laffeld –) Selsten – (Braunsrath – Löcken – Schöndorf – Obspringen – Brüggelchen) / Hontem – Waldfeucht – Bocket – Saeffelen / Abzw. Nachbarheid ← Breberen – (Harzelt ← Langbroich ←) (Kievelberg – Hastenrath) / (Brüxgen – Schümm) / Vinteln – Gangelt |
| 475  | (Oberbruch – Unterbruch) / Heinsberg Agentur für Arbeit – Heinsberg Busbf – Lieck –Kirchhoven – Vinn – Haaren – Obspringen – Brüggelchen – Waldfeucht – Bocket – Abzw. Nachbarheid – Breberen – Saeffelen – Heilder – Höngen – (Stein – Havert – Schalbruch – Isenbruch – Millen –) Tüddern |
| 491  | Geilenkirchen Bf – (Bauchem – Nierstraß –) Teveren – Grotenrath – Scherpenseel – (Siepenbusch – Windhausen –) Marienberg – Palenberg Bf (– Palenberg – Übach) |
| 492  | (Oberbruch –) Dremmen Bf – Uetterath – Randerath Bf – Himmerich – Hilfarth |
| 493  | Heinsberg Busbf – (Heinsberg Kreishaus –) Schafhausen – Eschweiler – Grebben – Oberbruch – Hülhoven – Dremmen – (Dremmen Bf –) Porselen – Horst – Randerath – (Lindern Linnicher Str. ←) Lindern Bf – Linnich-SIG Combibloc |
| 494  | Geilenkirchen Bf – Süggerath – Müllendorf – Würm – (Beeck –) Leiffarth – (Flahstraß – Honsdorf –) Lindern Bf |
| 495  | Katzem – (Kleinbouslar ←) Lövenich – Baal Kirche – Baal Bf – Doveren – Hückelhoven – Schaufenberg – Ratheim – Krickelberg – Orsbeck Friedhof – Wassenberg |
| SB1  | Schnellbus: Erkelenz Bf – Erkelenz Burg / Erkelenz ZOB – Gerderath – Myhl – Wassenberg – Orsbeck – Unterbruch – Heinsberg Busbf – (Schleiden –) Rischden – Geilenkirchen Bf |
| SB3  | Schnellbus: Geilenkirchen Bf – Bauchem – Gillrath – Stahe – Gangelt – Süsterseel – Höngen – Tüddern – Sittard Stadhuis – Sittard Bf |
| SB81 | Schnellbus: Erkelenz Bf – Erkelenz ZOB – Rath-Anhoven – Rheindahlen – Rheydt – Mönchengladbach Hbf (AVV-Tarif gilt nur im Kreis Heinsberg) (Gemeinschaftsbetrieb mit NEW mobil und aktiv Mönchengladbach) |
| ÜP1  | Frelenberg – Palenberg Bf – Palenberg – Übach – Boscheln |
| GK1  | (Geilenkirchen Loherhof – Hünshoven –) Geilenkirchen Bf – (Burg Trips →) Bauchem – Niederheid |
| GK2  | (Geilenkirchen Bf – Bauchem) / (Gillrath – Hatterath) – Niederheid (– Rischden – Tripsrath – Hochheid) |
| HÜ1  | Hückelhoven → Schaufenberg → Hückelhoven → Hilfarth → Hückelhoven |
| HÜ2  | Rurich – Baal Süd – Baal Bf – Doveren – Hückelhoven – Kleingladbach oder (Ratheim –) Millich – Schaufenberg (– Kleingladbach) |
| EK1  | (Erkelenz ZOB →) Erkelenz Bf → Wockerath → Terheeg → Venrath → Kuckum → (Berverath →) Unterwestrich → Abzw. Oberwestrich → Keyenberg → Holzweiler → Kückhoven → Immerath (neu) → Bellinghoven → Erkelenz Bf (→ Erkelenz ZOB) |
| EK2  | (Erkelenz ZOB –) Erkelenz Bf – Tenholt – Lövenich – (Kleinbouslar →) Katzem |
| EK3  | (Erkelenz ZOB →) Erkelenz Bf → Bellinghoven → Immerath (neu) → Kückhoven → Holzweiler → Kückhoven → Immerath (neu) → Bellinghoven → Erkelenz Bf (→ Erkelenz ZOB) |
| EK4  | ErkaBus: Erkelenz Bf – Erkelenz Stadthalle – Oerath – Oerather Mühlenfeld – (Erkelenz Süd ←) Erkelenz Bf oder (Erkelenz ZOB –) Erkelenz Bf – Oestrich – Neuhaus – Mennekrath – (Erkelenz Gymnasium – Erkelenz Bf) / Erkelenz ZOB |

## MultiBus 2024 (Rufbus)
Die Beförderung erfolgt in bestimmten Betriebszeiträumen nach telefonischer Bedarfsanmeldung von zugewiesenen Haltestellen innerhalb des jeweiligen Bereiches zu jeder gewünschten Ausstiegsstelle bzw. ggf. zum Umsteigepunkt bei Fahrtwünschen über die MultiBus-Bereiche hinaus.
Zusätzlich sind folgende Bereiche an das Bedienungsgebiet Gangelt/Selfkant/Waldfeucht und teilweise auch Geilenkirchen  angeschlossen:
- im Norden des Heinsberger Stadtgebietes westlich des Verlaufs der Linie 475 Ortslagen Vinn, Schuttorf und Kirchhoven,
- im Süden des Heinsberger Stadtgebietes westlich des Verlaufs der Linie 475 die Ortslagen Oberlieck, Aphoven, Laffeld,  Scheifendahl, Pütt, Straeten und Waldenrath
- auf Übach-Palenberger Stadtgebiet westlich des Verlaufes der Linie 491 Scherpenseel.